# 6 mai
Pour les articles homonymes, voir Six-Mai.
6 avril 6 juin
Chronologies thématiques
- Croisades
- Ferroviaires
- Sports
- Disney
- Anarchisme
- Catholicisme

Abréviations / Voir aussi
- (° 1852) = né en 1852
- († 1885) = mort en 1885
- a.s. = calendrier julien
- n.s. = calendrier grégorien
- Calendrier
- Calendrier perpétuel
- Liste de calendriers
- Naissances du jour

Le 6 mai est le 126e jour, moins souvent le 127e, de l'année du calendrier grégorien ; il en reste ensuite 239.
Son équivalent était généralement le 17 floréal du calendrier républicain ou révolutionnaire français, officiellement dénommé jour de la pimprenelle (une plante).

## Événements

### XIIIesiècle
- 1250 : Louis IX, futur Saint Louis, prisonnier au cours de la septième croisade, est libéré contre une forte rançon[1].
- 1299 : début du siège de sept ans de Tlemcen par les Mérinides[2].

### XVIesiècle
- 1527 : sac de Rome par le connétable Charles III de Bourbon et ses hommes, au service de Charles Quint.
- 1536 : début du siège de Cuzco, durant lequel les Incas tentent de reprendre la ville aux Espagnols.
- 1542 : le jésuite François Xavier débarque à Goa, alors possession portugaise, afin d'évangéliser les Indiens.

### XVIIesiècle
- 1659 : une faction de l'armée britannique soustrait le titre de lord-protecteur à Richard Cromwell, et réinstalle le Parlement croupion (Restauration anglaise).
- 1667 : Jean-Baptiste Gonthier, seigneur de Long(u)eville, né en 1622, reçu conseiller au Grand Conseil du Parlement de Paris en 1649, est reçu président en la chambre des Comptes de Paris, office qu'il occupera jusqu’en 1675.
- 1682 : Louis XIV de France déplace sa cour au château de Versailles.

### XVIIIesiècle
- 1757 :
  - la bataille de Prague voit la victoire des Prussiens sur les Autrichiens et les Russes (guerre de Sept Ans).
  - Avec la fin de la guerre Konbaung–Hanthawaddy, s'achève la guerre civile birmane commencée en 1740.
- 1789 : les députés du tiers état se réunissent dans la salle des États, à Versailles, tandis que le clergé et la noblesse décident de vérifier séparément leurs pouvoirs respectifs[3].

### XIXesiècle
- 1801 : le capitaine Thomas Cochrane et l'équipage du HMS Speedy capturent la frégate espagnole El Gamo.
- 1857 : la Compagnie britannique des Indes orientales dissout le 34e régiment d'infanterie bengalais à la tête duquel le cipaye Mangal Pandey avait lancé un récent soulèvement contre l'occupant britannique. Celui-ci devient le premier martyr de la révolte des cipayes.
- 1861 : l'Arkansas fait sécession de l'Union (guerre de Sécession).
- 1863 : fin de la bataille de Chancellorsville, aux États-Unis, commencée le 2 mai.
- 1864 : fin de la bataille de la Wilderness, aux États-Unis, commencée la veille.
- 1877 : le chef amérindien Crazy Horse se rend face aux troupes américaines[4].
- 1882 : 
  - Thomas Henry Burke (en), et Lord Frederick Cavendish, sont poignardés à mort, au cours de l'évènement dit des « meurtres de Phoenix Park (en) », à Dublin.
  - le Congrès des États-Unis vote la Loi d'exclusion des Chinois.
- 1891 : signature de la Troisième Triplice, entre l'empire allemand, l'empire austro-hongrois et le royaume d'Italie.

### XXesiècle
- 1902 : Macario Sakay instaure la République de Tagalog dont il prend la présidence.
- 1906 : adoption de la Constitution russe de 1906 (23 avril dans le calendrier julien).
- 1910 : George V devient roi du Royaume-Uni à la suite du décès de son père, Édouard VII.
- 1916 : les Ottomans pendent au Mont Liban vingt-et-un nationalistes libanais qui demandaient l'indépendance du Liban de l'Empire ottoman. Leur souvenir est commémoré place des Martyrs à Beyrouth.
- 1923 : fondation des British Fascists, premier parti politique britannique à se réclamer du fascisme.
- 1930 : un séisme de 7.1 Mw provoque des secousses entre le nord-est iranien et le sud-ouest turc, entraînant la mort de plus de trois cents victimes. L'épicentre atteint le degré X (soit « extrême ») sur l'échelle de Mercalli.
- 1932 : le président de la république française, Paul Doumer, est assassiné par Gorgoulov, un russe fascisant.
- 1933 : la Deutsche Studentenschaft (« Union des étudiants allemands ») s'en prend à l'Institut für Sexualwissenschaft (« Institut de sexologie ») de Magnus Hirschfeld et met le feu à ses écrits.
- 1935 : ordre exécutif 7034 créant la Work Progress Administration (New Deal).
- 1937 : le Zeppelin s'enflamme, et cause la mort de 36 personnes (catastrophe du Hindenburg).
- 1941 : Joseph Staline devient chef du gouvernement soviétique, succédant à Molotov.
- 1942 : dans le Corregidor, les dernières forces américaines des Philippines se livrent aux Japonais (Seconde Guerre mondiale).
- 1945 :
  - Axis Sally donne sa dernière émission de propagande à destination des Alliés  (Seconde Guerre mondiale).
  - Début de l'offensive sur Prague par l'Armée rouge  (Seconde Guerre mondiale).
- 1955 : la RFA intègre l’OTAN[5].
- 1960 : diffusé par la télévision depuis l'abbaye de Westminster, le mariage royal de la princesse Margaret, sœur de la reine Elisabeth II, et d'Antony Armstrong-Jones réunit plus de vingt millions de téléspectateurs.
- 1971 : au Cambodge, Sisowath Sirik Matak est nommé Premier ministre.
- 1972 : en Turquie, Deniz Gezmiş, Yusuf Aslan et Hüseyin İnan sont exécutés pour avoir tenté de renverser l'ordre constitutionnel.
- 1973 : au Cambodge, In Tam est nommé Premier ministre.
- 1975 : durant un apaisement des hostilités, cent mille Arméniens se rassemblent à Beyrouth pour commémorer le soixantième anniversaire du génocide arménien.
- 1976 : violent tremblement de terre, faisant 989 morts dans la région du Frioul, en Italie.
- 1994 : l'ancienne fonctionnaire de l'Arkansas Paula Jones porte en justice le président des États-Unis Bill Clinton pour des harcèlements sexuels remontant à 1991.
- 1996 : le cadavre de l'ancien directeur de la CIA William Colby est retrouvé baignant sur la rive d'une rivière du sud du Maryland après huit jours de disparition.
- 1999 : premières élections du Parlement écossais décentralisé et de l'Assemblée galloise.

### XXIesiècle
- 2007 : au second tour de l'élection présidentielle française, Nicolas Sarkozy est élu président de la République française.
- 2012 : 
  - au second tour de l'élection présidentielle française, François Hollande est élu président de la République française.
  - 2d demi-finale de l'Concours Eurovision des jeunes musiciens.
- 2016 :
  - Enda Kenny est réélu au poste de Taoiseach en Irlande.
  - Ouverture du septième congrès du Parti du travail de Corée.
- 2018 :
  - les élections législatives se déroulent au Liban.
  - Les élections municipales se déroulent en Tunisie.
  - Le second tour des élections territoriales se déroule en Polynésie française.
- 2019 : début de l'offensive de Khan Cheikhoun pendant la guerre civile syrienne.
- 2021 : en Écosse, les indépendantistes du SNP et des Verts remportent la majorité au Parlement et demandent la tenue d'un nouveau référendum sur l'indépendance après celui de 2014[6].
- 2023 : couronnement du roi Charles III du Royaume-Uni et de la reine Camilla Parker Bowles
- 2024 : au Tchad a lieu le premier tour de l’élection présidentielle[7].
- 2025 :
  - en Allemagne, le chrétien-démocrate Friedrich Merz est élu chancelier par le Bundestag au deuxième tour de scrutin[8].
  - l'Inde frappe le Pakistan en réponse à l'attentat de Pahalgam, dans lequel le Pakistan nie toute implication[9].

## Arts, culture et religion
- 1210 : incendie de la cathédrale de Reims dite cathédrale d'Ebon ou d'Ebbon[10],[11].
- 1211 : l'archevêque de Reims Albéric de Humbert (ou Aubry de Humbert) pose la première pierre de la nouvelle cathédrale de Reims (l'édifice actuel), lançant le chantier de construction - confiée à Jean d'Orbais - du nouvel édifice destiné à remplacer la cathédrale carolingienne détruite par un incendie l'année précédente.
- 1432 : Inauguration dans la cathédrale Saint-Jean de Gand (aujourd'hui Saint-Bavon) de L'agneau mystique, retable comprenant vingt-quatre panneaux exécuté par les frères Hubert puis, à la mort de celui-ci, Jan van Eyck, chef-d'œuvre précurseur de la Renaissance du Nord associée à la cour de Bourgogne (le duc de Bourgogne ayant une partie de ses terres en Flandre)[12].
- 1576 : signature de l'Édit de Beaulieu qui met fin à la cinquième guerre de religion en reconnaissant le culte protestant.
- 1672 : dans une lettre datée de ce 6 mai, Madame la marquise de Sévigné tente vainement, une nouvelle fois, de convaincre sa fille destinataire de partager son enthousiasme pour les fables de Monsieur de La Fontaine.
- 1682 : le clergé français réaffirme les libertés de l'Église gallicane après la protestation du pape à la suite de la déclaration du 19 mars[13].
- 1757 : le poète anglais Christopher Smart est admis au sein du St Luke's Hospital for Lunatics de Londres où il demeura six années durant.
- 1782 : début de la construction du Palais royal de Bangkok, résidence du roi du Siam, à la demande du roi Rama Ier.
- 1789 : Brissot publie le premier numéro[14] du « Patriote français ». Un arrêt du Conseil d’État interdit la publication de toute espèce de journaux sans autorisation expresse.
- 1835 : James Gordon Bennett, Sr. publie le premier numéro du New York Herald.
- 1935 : première représentation des Cenci d'Antonin Artaud dans des décors de Balthus. Échec public, la pièce est arrêtée au bout de 17 représentations[15].
- 1940 : John Steinbeck reçoit le prix Pulitzer pour son roman Les Raisins de la colère.
- 1941 : à la March Air Reserve Base (Californie), Bob Hope présente la première exposition des United Service Organizations.
- 1962 : canonisation de Martin de Porrès par le pape Jean XXIII.
- 1981 : un jury d'architectes et de sculpteurs est sélectionné par Maya Lin pour la création du mémorial des vétérans du Vietnam.
- 1983 : après expertise, le journal personnel d'Hitler est reconnu comme étant un faux.
- 1984 : cent trois martyrs coréens sont canonisées par le pape Jean-Paul II à Séoul.
- 2001 : Jean-Paul II devient le premier pape à se rendre dans une mosquée (lors d'un voyage en Syrie)[16].
- 2004 : dernier épisode de la série "Friends" sur une télévision américaine[17].

## Sciences et techniques
- 1829 : l'Autrichien Cyrill Demian dépose le brevet de l'accordéon.
- 1840 : le premier timbre-poste est mis en vente en Angleterre, le célèbre Penny Black.
- 1844 : inauguration du Glaciarium, première patinoire artificielle, à Londres.
- 1851 :
  - le brevet pour une « machine à réfrigérer mécanique » est accordé au docteur John Gorrie.
  - Linus Yale Jr. dépose un brevet pour la serrure cylindrique à goupilles dite aussi « serrure américaine » ou « serrure Yale ».
- 1889 : ouverture de l'exposition universelle de Paris.
- 1935 : premier vol du Curtiss P-36 Hawk.
- 1941 : premier vol du Republic P-47 Thunderbolt.
- 1949 : l'EDSAC, premier ordinateur électronique, réalise son premier calcul.
- 1985 : inauguration de la Géode de la Cité des sciences et de l'industrie, à Paris.
- 1994 : inauguration du tunnel sous la Manche par la reine Élisabeth II du Royaume-Uni et son cousin français le président François Mitterrand.
- 2023 : annonce de la découverte de sept Satellites naturels de Saturne supplémentaires : S/2004 S 41[18], S/2007 S 6[19], S/2004 S 42[20], S/2006 S 10[21] et S/2019 S 5[22], qui appartiennent au groupe nordique, et S/2020 S 4[23] et S/2020 S 5[24], qui appartiennent au groupe inuit.

## Économie et société
- 1989 : Cedar Point inaugure les premières montagnes russes (Magnum XL-200) à atteindre les 61 mètres de hauteur.
- 1997 : la Banque d'Angleterre devient indépendante de l'autorité politique, après trois cents ans de contrôle.
- 2002 :
  - Jean-Pierre Raffarin est nommé Premier ministre de la France après la réélection de Jacques Chirac comme président de la République.
  - l'homme politique néerlandais Pim Fortuyn est assassiné à Hilversum à l'issue d'un entretien radiophonique.
  - Création de l’entreprise SpaceX par Elon Musk.

## Naissances

### XVesiècle
- 1405 : Skanderbeg, seigneur albanais († 17 janvier 1468).

### XVIesiècle
- 1501 : Marcel II (Marcello Cervini), 222e pape de l'Église catholique († 1er mai 1555, après 21 jours de pontificat).
- 1574 : Innocent X (Giovanni Battista Pamphilj), 234e pape de l'Église catholique († 7 janvier 1655).
- 1584 : Diego de Saavedra Fajardo, écrivain, homme d'État et diplomate espagnol du Siècle d'or († 24 août 1648).

### XVIIesiècle
- 1680 : Jean-Baptiste Stuck, violoncelliste et compositeur baroque italo-français († 8 décembre 1755).

### XVIIIesiècle
- 1713 : Charles Batteux, écrivain, académicien et philosophe français († 14 juillet 1780).
- 1742 : Jean Senebier, prêtre et botaniste suisse († 22 juillet 1809).
- 1758 :
  - André Masséna, maréchal d'Empire français († 4 avril 1817).
  - Maximilien de Robespierre, avocat et homme politique français († 28 juillet 1794).
- 1759 : François Andrieux, homme politique, écrivain et académicien français († 10 mai 1833).
- 1769 : Ferdinand III, grand duc de Toscane († 18 juin 1824).

### XIXesiècle
- 1802 : Charles Nicolas Aubé, médecin et entomologiste français († 15 octobre 1869).
- 1807 : Alfred de Clebsattel, avocat et homme politique français († 27 janvier 1886).
- 1809 : William Walker (en), compositeur américain d'Amazing Grace († 24 septembre 1875).
- 1815 : Eugène Labiche, dramaturge français († 22 janvier 1888).
- 1841 : Alphonse Desjardins, homme d'affaires et homme politique canadien († 4 juin 1912).
- 1843 : Grove Karl Gilbert, géologue américain († 1er mai 1918).
- 1846 : Théophile Ferré, homme politique, journaliste et communard français († 28 novembre 1871).
- 1851 : Aristide Bruant, chansonnier français († 11 février 1925).
- 1856 :
  - Sigmund Freud, médecin et psychanalyste autrichien († 23 septembre 1939).
  - Robert Peary, explorateur américain († 20 février 1920).
- 1858 : Georges Hüe, compositeur français († 7 juin 1948).
- 1861 : Motilal Nehru, combattant pour la liberté indien († 6 février 1931).
- 1868 :
  - Nicolas II, tsar de Russie († 17 juillet 1918).
  - Gaston Leroux, journaliste et écrivain français († 15 avril 1927).
- 1874 : Vulcana, strongwoman galloise († 8 août 1946).
- 1880 : 
  - Ernst Ludwig Kirchner, peintre allemand († 15 juin 1938).
  - Paul Colas, tireur sportif français, double champion olympique en 1912 († 9 septembre 1956).
- 1881 : André Granet, architecte français († 27 octobre 1974).
- 1886 : Michael Browne, cardinal irlandais, maître général des dominicains († 31 mars 1971).
- 1887 : Jan Zaorski, chirurgien polonais, organisateur d'un enseignement clandestin de la médecine sous l'occupation nazie de la Pologne († 10 mars 1956).
- 1895 : Rudolph Valentino, acteur américain († 23 août 1926).
- 1897 : Harry d'Abbadie d'Arrast, cinéaste et scénariste argentin († 17 mars 1968).

### XXesiècle
- 1901 : Albert Decaris, graveur français de timbres-poste académicien ès beaux-arts († 1er janvier 1988).
- 1902 :
  - Paul Azaïs, acteur français († 17 novembre 1974).
  - Max Ophüls, réalisateur, scénariste et producteur français, d'origine allemande († 25 mars 1957).
- 1904 : Raymond Bailey, acteur américain († 15 avril 1980).
- 1905 : Émilien Frenette, évêque québécois († 3 mars 1983).
- 1906 : André Weil, mathématicien français († 6 août 1998).
- 1907 : Yasushi Inoue, écrivain japonais († 29 janvier 1991).
- 1911 : Guy des Cars, romancier français († 21 décembre 1993).
- 1912 : Ellen Müller-Preis, escrimeuse autrichienne, championne olympique et du monde († 18 novembre 2007).
- 1913 :
  - Carmen Cavallaro, pianiste américain († 12 octobre 1989).
  - Stewart Granger, acteur britannique, naturalisé américain († 16 août 1993).
- 1915 :
  - Orson Welles, acteur, réalisateur, scénariste et producteur américain († 10 octobre 1985).
  - Achille Zavatta, clown français († 16 novembre 1993).
- 1916 : 
  - Geneviève Callerot, résistante (passeuse de gens), agricultrice, militante et romancière française († 16 janvier 2025).
  - Adriana Caselotti, actrice américaine († 18 janvier 1997).
- 1917 : Kal Mann (en), parolier américain († 28 novembre 2001).
- 1919 : André Guelfi, homme d'affaires et pilote automobile français († 28 juin 2016).
- 1922 : Camille Laurin, psychiatre et homme politique québécois († 11 mars 1999).
- 1923 : Harry Watson, joueur de hockey sur glace canadien († 19 novembre 2002).
- 1926 : Gilles Grégoire, homme politique québécois († 22 novembre 2006).
- 1928 :
  - Jacques Despierre, évêque catholique français, évêque émérite de Carcassonne.
  - Robert Poujade, homme politique français († 8 avril 2020).
- 1929 : Jean-Guy Couture, évêque québécois († 2 janvier 2022).
- 1930 : Philippe Beaussant, musicologue et académicien français au fauteuil 36 († 8 mai 2016).
- 1931 : 
  - Jane Berbié, mezzo-soprano française.
  - Willie Mays, joueur de baseball américain († 18 juin 2024).
- 1935 : Uri Dan, journaliste, écrivain et réalisateur israélien († 24 décembre 2006).
- 1936 : 
  - Bernard Lemaire, ingénieur et homme d’affaires québécois.
  - Jean-François Poron, acteur français († 3 septembre 2020).
- 1937 : Hurricane Rubin Carter, boxeur américano-canadien († 20 avril 2014).
- 1938 : 
  - Jean-Michel Cousteau, explorateur et réalisateur de documentaires océanographiques, fondateur et président d'associations.
  - Jean Garon, économiste et homme politique québécois († 1er juillet 2014).
- 1943 : 
  - Parry Mitchell, homme politique britannique.
  - James Turrell, artiste plasticien américain.
- 1945 : Bob Seger, chanteur, compositeur et guitariste américain.
- 1946 :
  - Alain Bocquet, homme politique français.
  - Claudette Carbonneau, dirigeante syndicale québécoise.
  - André Marceau, évêque catholique français, évêque de Nice.
  - Rosalie Wilkins, femme politique britannique.
- 1947 : Alan Dale, acteur néo-zélandais.
- 1948 :
  - Philippe Brenot, psychiatre et anthropologue français.
  - Mary MacGregor (en), chanteuse américaine.
- 1949 : 
  - David C. Leestma, astronaute américain.
  - Thérèse Liotard, comédienne française et ancienne speakerine.
- 1950 : Robbie McIntosh (en), batteur écossais du groupe Average White Band († 23 septembre 1974).
- 1951 : 
  - Samuel Doe, militaire et homme d'État libérien († 9 septembre 1990).
  - Zhaqsylyq Üshkempirov, lutteur kazakh, champion olympique.
- 1952 :
  - Christian Clavier, acteur français.
  - Chiaki Mukai, spationaute japonaise.
- 1953 :
  - Tony Blair, homme politique britannique, premier ministre de 1997 au début des années 2000.
  - Michelle Courchesne, femme politique québécoise.
- 1954 : Marie-Aude Murail, écrivain français.
- 1955 : Donald A. Thomas, astronaute américain.
- 1958 : 
  - Lolita Flores, actrice et chanteuse espagnole.
  - Patrick Lefoulon, kayakiste français, vice-champion olympique.
- 1959 : Renaud Muselier, homme politique français, président de la région Provence-Alpes-Côte-d'Azur depuis au moins 2015.
- 1960 :
  - Roma Downey, actrice irlandaise.
  - Martina Jäschke, plongeuse est-allemande, championne olympique.
  - Anne Parillaud, actrice française.
  - Giosuè Calaciura, écrivain et journaliste italien.
- 1961 : George Clooney, acteur, réalisateur, scénariste et producteur américain.
- 1962 : Mario Kummer, coureur cycliste allemand, champion olympique.
- 1963 : Alessandra Ferri, danseuse étoile italienne.
- 1964 : 
  - Dana Hill, actrice américaine († 15 juillet 1996).
  - Lucien Jean-Baptiste, acteur et réalisateur français.
  - Lars Mikkelsen, acteur danois.
- 1965 : 
  - Leslie Hope, actrice canadienne.
  - Juan Carlos Lemus, boxeur cubain, champion olympique.
- 1966 : Aleksandr Skvortsov, cosmonaute russe.
- 1967 : Robert Floyd, acteur américain.
- 1969 : Manu Larcenet (Emmanuel Larcenet dit), auteur français de bandes dessinées.
- 1970 : Delphine Serina, actrice française († 19 avril 2020).
- 1971 : Chris Shiflett, guitariste américain du groupe Foo Fighters.
- 1972 : 
  - Martin Brodeur, joueur de hockey sur glace québécois.
  - Naoko Takahashi, marathonienne japonaise, championne olympique.
- 1973 : 
  - Cyrille Eldin, intervieweur reporter, fantaisiste et acteur français, chroniqueur puis animateur de télévision.
  - Françoise Gillard, actrice belge.
- 1975 : Olivier Alleman, animateur de télévision français, arbitre de l'émission Intervilles.
- 1977 : Marc Chouinard, joueur de hockey sur glace québécois.
- 1978 :
  - Afshin (Afshin Jafari dit), chanteur iranien.
  - Tony Estanguet, triple champion olympique français de canoë, en 2000, 2004 et  2012.
- 1980 :
  - Brooke Bennett, nageuse américaine, triple championne olympique.
  - Ricardo Oliveira, footballeur brésilien.
- 1981 : Census Johnston, joueur de rugby à XV samoan.
- 1982 :
  - Kyle Shewfelt, gymnaste canadien.
  - Francisco Ventoso, cycliste sur route espagnol.
  - Jason Witten, joueur de football américain.
- 1983 : Dani Alves, footballeur brésilien.
- 1984 : Oliver Lafayette, joueur américano-croate de basket-ball.
- 1985 : Chris Paul, basketteur américain.
- 1986 :
  - Cindy Daniel, chanteuse et actrice québécoise.
  - Maître Gims (Gandhi Djuna dit), rappeur (franco-)congolais.
  - Roman Kreuziger, cycliste sur route tchèque.
- 1987 :
  - Romain Beynié, footballeur français.
  - Leo Lyons, basketteur américain.
  - Gerardo Parra, joueur de baseball vénézuélien.
- 1988 :
  - Alexis Ajinça, basketteur français.
  - Ryan Anderson, basketteur américain.
  - Miranda Ayim, basketteuse canadienne.
- 1989 :
  - Chukwuma Akabueze, footballeur nigérian.
  - Bobby Bazini, auteur-compositeur et interprète québécois.
- 1990 : José Altuve, joueur de baseball vénézuélien.
- 1991 : Christa Theret, actrice française.
- 1992 :
  - Brendan Gallagher, joueur de hockey sur glace professionnel canadien.
  - Jonas Valančiūnas, basketteur lituanien.
- 1993 : Kim Da-som, chanteuse et danseuse sud-coréenne.
- 1994 : Mateo Kovačić, footballeur croate.
- 1995 :
  - William Aubatin, athlète français.
  - Darya Maslova, athlète kirghize.
- 1996 : Dominic Scott Kay, acteur américain.

### XXIesiècle
- 2002 : Angel Reese, joueuse de basket-ball américaine.
- 2019 : Archie Mountbatten-Windsor, issu de la famille royale britannique, fils du prince Harry, duc de Sussex et de Meghan Markle.

## Décès

### VIIesiècle
- 680 : Muʿawiya Ier, gouverneur du Bilad el-Cham et premier calife de la dynastie des Omeyyades (° 602).

### XIesiècle

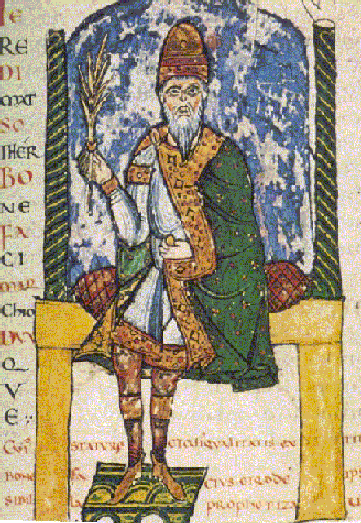
Boniface III de Toscane (image extraite du manuscrit Vita Mathildis de Donizone)

- 1002 (ou 4 juin) : Ealdwulf, archevêque d'York (° à une date inconnue du Xe siècle).
- 1052 : Boniface III de Toscane, marquis de Canossa de 1015 à 1052, et de Toscane de 1027 à 1052 (° v. 985).

### XIVesiècle
- 1326 : Bernard, duc de Świdnica (° entre 1288 et 1291).

### XVIesiècle
- 1527 : Charles III de Bourbon, connétable français (° 17 février 1490).
- 1568 : Bernardo Salviati, cardinal italien, évêque de Clermont (° 1492).

### XVIIesiècle
- 1638 : Cornelius Jansen, théologien hollandais, archevêque d'Ypres, fondateur du jansénisme (° le 28 octobre 1585).
- 1693 : François Tallemant l'Aîné, homme d’Église français (° 1620).

### XVIIIesiècle
- 1708 : François de Montmorency Laval, premier évêque de Québec et de la Nouvelle-France en 1674, béatifié le 22 juin 1980 (° 30 avril 1623).

### XIXesiècle
- 1862 : Henry David Thoreau, écrivain américain (° 12 juillet 1817).
- 1872 : George Robert Gray, zoologiste et écrivain britannique (° 8 juillet 1808).
- 1886 : 
  - Anatole Le Guillois, journaliste français (° 4 mai 1827).
  - Georges Merle, peintre français (° 18 avril 1851).
- 1888 : Carlos Velasco Peinado, architecte espagnol (° 1842)
- 1892 : Ernest Guiraud, compositeur et professeur de musique français (° 23 juin 1837).
- 1897 : Alfred Des Cloizeaux, minéralogiste français (° 17 octobre 1817).

### XXesiècle
- 1910 : Édouard VII, roi du Royaume-Uni et des dominions depuis 1901 (° 9 novembre 1841).
- 1923 : Georges-Louis Aimond, député français (° 29 octobre 1878).
- 1929 : William Dillon Otter, militaire canadien (° 3 décembre 1843).
- 1935 : Kate Edger, universitaire néo-zélandaise (° 6 janvier 1857).
- 1949 : Maurice Maeterlinck, écrivain francophone belge, prix Nobel de littérature en 1911 (° 29 août 1862).
- 1951 : Élie Cartan, mathématicien français académicien ès sciences (° 9 avril 1869).
- 1952 : Maria Montessori, médecin et pédagogue italienne, créatrice des « Maisons des Enfants » (° 31 août 1870).
- 1954 : Bertie Charles Forbes, journaliste financier et auteur écossais, fondateur du magazine Forbes (° 14 mai 1860).
- 1962 : Marie Roserot de Melin, résistante et infirmière française (° 25 janvier 1891).
- 1963 :
  - Theodore von Kármán, physicien hongrois (° 11 mai 1881).
  - Ted Weems (en), musicien et chef d’orchestre américain (° 26 septembre 1901).
  - Monty Woolley, acteur américain (° 17 août 1888).
- 1969 : Don Drummond, compositeur jamaicain (° 12 mars 1932).
- 1971 : Helene Weigel, actrice allemande, veuve de Bertolt Brecht (° 12 mai 1900).
- 1972 : Deniz Gezmiş, révolutionnaire turc (° 27 février 1947).
- 1973 : Ernest MacMillan, compositeur et chef d’orchestre canadien (° 18 août 1893).
- 1975 :
  - Germaine Kerjean, comédienne française (° 22 juillet 1893).
  - József Mindszenty, cardinal primat de Hongrie (° 29 mars 1892).
- 1983 : Kai Winding, tromboniste de jazz américain (° 18 mai 1922).
- 1991 : Wilfrid Hyde-White, acteur britannique (° 12 mai 1903).
- 1992 : Marlene Dietrich, actrice de cinéma allemande (° 27 décembre 1901).
- 1993 :
  - Ann Todd, actrice britannique (° 24 janvier 1909).
  - Vincent La Soudière, poète français (° 6 septembre 1939).
- 1995 : Maria Pia de Laredo, prétendante au trône du Portugal (° 13 mars 1907).
- 1996 :
  - Ed Love (Edward H. Love dit), animateur américain (° 24 mai 1910).
  - Arcadia Olenska-Petryshyn, peintre, critique d'art et rédactrice artistique américaine d'origine ukrainienne (° 19 juin 1934).
  - Léon-Joseph Suenens, cardinal belge, archevêque de Malines-Bruxelles, primat de Belgique (° 16 juillet 1904).
- 1998 :
  - Chatchai Chunhawan, homme politique thaïlandais (° 5 avril 1920).
  - Juan Antonio García Díez, homme politique espagnol (° 4 août 1940).
  - Erich Mende, homme politique allemand (° 28 octobre 1916).
- 1999 : Sven Meyer, patineur artistique allemand (° 15 juillet 1977).

### XXIesiècle
- 2002 :
  - Murray Adaskin, violoniste, chef d’orchestre, compositeur et pédagogue canadien (° 28 mars 1906).
  - Otis Blackwell, compositeur et pianiste américain (° 16 février 1931).
  - Pim Fortuyn, homme politique néerlandais, assassiné à Hilversum (° 19 février 1948).
- 2004 :
  - Barney Kessel, guitariste de jazz américain (° 17 octobre 1923).
  - Valdiza Alencar, syndicaliste seringueira.
- 2005 :
  - Joe Grant, scénariste, dessinateur et écrivain américain (° 15 mai 1908).
  - Pierre Sansot, philosophe, sociologue et écrivain français (° 9 juin 1928).
  - Claude Wolff, homme politique français (° 24 janvier 1924).
- 2006 :
  - Lillian Gertrud Asplund, dernière survivante américaine du Titanic (° 21 octobre 1906).
  - Shigeru Kayano, homme politique japonais (° 15 juin 1926).
  - Grant McLennan, auteur-compositeur-interprètre de rock alternatif allemand (° 12 février 1958).
  - Jean-Michel Mension, journaliste et écrivain français (° 24 septembre 1934).
- 2007 : Curtis Harrington, réalisateur et producteur américain (° 17 septembre 1926).
- 2009 : Viola Wills (Viola Mae Wilkerson dite aussi Irma Jackson), chanteuse de funk et de soul américaine (° 30 décembre 1939).
- 2010 : Robin Roberts, joueur de baseball américain (° 30 septembre 1926).
- 2013 : 
  - Giulio Andreotti, homme politique italien, ancien président du conseil à trois reprises entre 1972 et 1992 (° 14 janvier 1919).
  - Anne-Lise Stern (Anneliese Stern dite), psychanalyste française, survivante de camps de la mort nazis (° 16 juillet 1921).
- 2014 :
  - Maria Lassnig, artiste autrichienne (° 8 septembre 1919).
  - Farley Mowat, écrivain canadien (° 12 mai 1921).
- 2015 : Errol Brown, chanteur jamaïcain du groupe Hot Chocolate (° 11 décembre 1943).
- 2016 :
  - Patrick Ekeng Ekeng, footballeur camerounais (° 26 mars 1990).
  - Margot Honecker, veuve de l'ancien président est-allemand Erich Honecker (° 17 avril 1927).
  - Hope Sanderson, géologue néo-zélandaise (° 27 novembre 1925).
- 2018 :
  - Isabelle Beauruelle, judokate française (° 28 janvier 1968).
  - Alain Buyse, sérigraphe et éditeur français (° 9 février 1952).
  - Jean-Claude Decagny, homme politique français (° 10 juin 1939).
  - Paolo Ferrari, acteur italien (° 26 février 1929).
  - Eric Geboers, pilote de motocross belge (° 2 août 1962).
  - Pierre Rissient, réalisateur, scénariste et producteur français (° 4 août 1936).
  - Brad Steiger, journaliste, ufologue et biographe américain (° 19 février 1936).
- 2019 : Ralph Manley, vétéran parachutiste allié américain en Normandie mort vers le Missouri[25] (° 1924).
- 2020 : 
  - Hamid Bernaoui, footballeur algérien (° 3 décembre 1937).
  - Brian Howe, chanteur britannique (° 22 juillet 1953).
- 2021 : 
  - Yitzhak Arad, historien israélien (° 11 novembre 1926).
  - Humberto Maturana, biologiste, cybernéticien et philosophe chilien (° 14 septembre 1928).
  - Kentarō Miura, mangaka japonais (° 11 juillet 1966).
  - Jacques Nihoul, ingénieur et enseignant belge (° 6 juin 1937).
  - Georges Perron, prélat français (° 12 janvier 1925).
  - Christophe Revault, footballeur et entraîneur français (° 22 mars 1972).
- 2022 :
  - Catherine Colliot-Thélène, philosophe française (° 29 janvier 1950).
  - Gisèle Dufour, comédienne canadienne (° 7 juillet 1930).
  - Gabriel Garran, acteur, réalisateur et metteur en scène français (° 3 mai 1929).
  - Alan Gillis, agriculteur et homme politique irlandais (° 22 septembre 1936).
  - Kóstas Gouzgoúnis, acteur de films pornographiques et érotiques grec (° 21 mars 1931).
  - Jewell, chanteuse américaine de R&B (° 12 juin 1968).
  - Patricia A. McKillip, autrice de littérature de jeunesse et de fantasy américaine (° 29 février 1948).
  - George Pérez, dessinateur et scénariste de comics américain (° 9 juin 1954).
- 2023 :
  - Vida Blue, joueur de baseball américain (° 28 juillet 1949).
  - Habib Chaab, militant politique iranien et suédois (° 1er juillet 1973).
  - Sam Gross, auteur de bande dessinée et dessinateur humoristique américain (° 7 août 1933).
  - Marc Lalonde, avocat et homme politique canadien (° 26 juillet 1929).
  - Philippe Monnier, réalisateur et scénariste français (° 27 mars 1937).
  - Alain Mius, éditeur scientifique français (° 2 mars 1951).
  - Hanna Pitkin, philosophe politique et professeur émérite américain (° 17 juillet 1931).
  - Menahem Pressler, pianiste israélien (° 16 décembre 1923).
  - Gary Prado Salmón, militaire et diplomate bolivien (° 15 novembre 1938).
  - Gommaar Timmermans, auteur de bande dessinée belge (° 15 août 1930).
  - Gianluca Tonetti, coureur cycliste italien (° 21 avril 1967).
- 2024 :
  - André Aurengo, médecin hospitalier universitaire français (° 4 avril 1949).
  - Henri Gougaud, écrivain, poète, conteur et chanteur français (° 7 juillet 1936).
  - Angélique Kourounis, journaliste d'investigation, documentariste et écrivaine franco-grecque (° 1963).
  - Susanna Kubelka, femme de lettres autrichienne (° 20 septembre 1942).
  - Takaharu Kyōgoku, homme d'affaires et important prêtre shinto japonais (° 18 janvier 1938).
  - Robert Logan, acteur et scénariste américain (° 29 mai 1941).
  - Mahmoud Osama Al-Jazzar, footballeur palestinien (° 1988 ou 1989).
  - Bernard Pivot, journaliste, écrivain, critique littéraire, animateur de télévision français (° 5 mai 1935).
  - Petia Stavreva, femme politique bulgare (° 29 août 1977).
  - Christiane Stefanski, chanteuse belge (° 28 décembre 1949).
  - André Trigano, entrepreneur et homme politique français (° 13 septembre 1925).
- 2025 :
  - Valéri Chevtchouk, écrivain soviétique puis ukrainien (° 20 août 1939).
  - Terence Etherton, juge britannique (° 21 juin 1951).
  - Gerda Fassel, sculptrice autrichienne (° 14 août 1941).
  - Bill McCaw, joueur de rugby à XV néo-zélandais (° 26 août 1927).
  - Joseph Nye, géopolitologue américain (° 19 janvier 1937).
  - Enrico Paolini, coureur cycliste et directeur sportif italien (° 26 mars 1945).

## Célébrations

### Internationales
- « Journée internationale sans régime ».

### Nationales
Dont au moins les trois premières occurrences liées à Saint Georges dans des calendriers orientaux (voir saints plus loin, voire Lydda au Proche-Orient pour les quatrièmes) :
- Azerbaïdjan, Turquie : Hıdırellez (« Saint Georges », cf. 23 avril grégorien).
- Bosnie-Herzégovine (dont notamment les communautés serbe -l'ex-République serbe de Bosnie non reconnue internationalement- voire croate, tzigane, voire musulmane comme ci-avant), Monténégro, Serbie : « fête de saint Georges » (cf. supra & infra en Bulgarie, Turquie, orthodoxie, etc.).
- Bulgarie (Union européenne) : « journée de la valeur et de l'armée » connue sous le nom de « journée de Georges de Lydda (Saint Georges, ancien calendrier julien orthodoxe) », correspondant donc au 23 avril de l'actuel calendrier grégorien hérité du catholicisme depuis le XVIe siècle de notre ère.
- Liban et Syrie : عيد الشهداء / « fête des martyrs » qui honore la mémoire des nationalistes exécutés à Damas et Beyrouth par le wali ottoman local Djemal Pacha en 1916 année des accords Sykes-Picot.

### Saints des Églises chrétiennes

#### Saints des Églises catholiques et orthodoxes
Référencés ci-après in fine, :
- Avoye († IIIe siècle) ou Aurée, ermite dans le Boulonnais.
- Benoîte de Rome († VIe siècle), moniale à Rome.
- Colman de Cork († VIIe siècle), laïc irlandais.
- Eadberht de Lindisfarne († 698), évêque de Lindisfarne.
- Évode d'Antioche († 68), 2e patriarche d'Antioche.
- Germain de La Mer († 480), évêque et martyr
- Hatta de saint Vaast († 699), 1er abbé de l'abbaye Saint-Vaast.
- Just de Vienne († 168), 5e évêque de Vienne (Dauphiné) et martyr.
- Justin de Bigorre († IVe siècle), évangélisateur de la Novempopulanie, compagnon de saint Sever (de Novempopulanie).
- Lucius de Cyrène († Ier siècle), nommé dans les actes des Apôtres.
- Marien de Lambèse (it) († 259), lecteur et Jacques, diacre, martyrs à Lambèse.
- Petronax du Mont-Cassin († 747), abbé et second fondateur de l'abbaye territoriale du Mont-Cassin.
- Protogène († Ve siècle), évêque de Harran qui combattit l'arianisme et subit pour cela des brimades de Valens.
- Valérien d'Auxerre († 360), 3e évêque d'Auxerre.
- Vénéré de Milan (it) († 408), 14e évêque de Milan.

#### Saints et bienheureux des Églises catholiques
Référencés ci-après :
- Anne-Rose Gattorno († 1900), bienheureuse veuve italienne devenue religieuse et fondatrice des filles de sainte Anne.
- Barthélemy Pucci Franceschi (it) († 1330), bienheureux père de famille italien puis franciscain à Montepulciano.
- Bonizzella Cacciaconti († 1300), veuve connue pour sa charité à Trequanda.
- Édouard Jones (en) († 1590) et Antoine Middleton, bienheureux prêtres anglais martyrs à Londres.
- Élisabeth de Töss († 1338), bienheureuse fille d'André III de Hongrie, sœur dominicaine à Töss près de Winterthour.
- François de Montmorency-Laval († 1708), 1er évêque de Québec.
- Henri Kaczorowski (pl) († 1942) et Casimir Gostyński (pl), bienheureux prêtre polonais martyrs au camp de concentration de Dachau.
- Jacinto Vera († 1881), bienheureux évêque uruguayen.
- Marie-Catherine Troiani († 1887), bienheureuse religieuse italienne fondatrice des franciscaines missionnaires du Cœur immaculé de Marie.
- Prudence Castori († 1492), bienheureuse religieuse italienne abbesse augustine à Côme.

#### Saint aussiorthodoxe
« Fête de saint Georges » à la date "julienne" / orientale, dans le patriarcat chrétien orthodoxe russe : voir des fêtes nationales ci-avant et les 23 avril grégoriens en catholicité.
- Séraphim de Dombos († 1602), moine.

### Prénoms du jour
Bonne fête aux Prudence, Prudencia, Prudentia, etc. (les Clémence et leurs variantes plutôt honorées les 21 mars).
Et aussi aux :
- Avoye et ses variantes : Avoie, Advisa, Avisa, Avia, Havoye, etc. ;
- aux Eadbert,
- François & ses variantes : Fañch, Francesco, Francisque, Frantz, Franz, etc. ; et leurs formes féminines : Franca, Frances, Francesca, Francisca, Francie et Françoise, etc. (voir leurs fêtes majeures les 9 mars ou 22 décembre aux féminins ; 24 janvier, 4 octobre ou 3 décembre aux masculins, etc.) ;
- éventuellement aux Georges comme les 23 avril ;
- aux Jean et leurs variantes,
- aux Liesse voire Lætitia,
- Lucius (voir aussi les Luc les 18 octobre, Lucie les 13 décembre, etc.),
- aux Marien (voir aussi les Marie d'autres dates),
- aux Peace,
- ou encore Pever,
- Yul et ses variantes autant celtes, etc.

## Traditions et superstitions

### Dictons
- « Geourgeot [23 avril], Marquot [25 avril], [Jacquot / ] Philippot [3 mai], Crousot [ex-sainte Croix de mai anciennement les 3 mai aussi], et Jeannot [ce 6 mai], sont cinq [voire six] malins gaichenots [garçonnets] qui cassent souvent nos goubelots [gobelets].»[28][réf. nécessaire]

L'un des patrons des vignerons Saint Jean Porte latine fait donc ainsi partie des saints cavaliers, de cette période précédant les saints de glace propice elle aussi aux dictons météorologiques empiriques tels que :
- « Entre les deux Saint-Jean, les nuées vont contre le vent. »[29]
- « Jeannet, gare à Jeannet ! Quand il s'y met, il nous fait trois pets. »[29],[30]
- « S’il pleut à la petite Saint-Jean, les blés s’en vont en dépérissant. »[29]
- « S'il pleut à la petite Saint-Jean, toute l'année s'en ressent [ou année fructueuse en froment], jusqu'à la grande Saint-Jean. » [27 décembre, plutôt que 24 juin ?][31]
- « S’il pleut à la Saint-Jean chaude (différente de celle du baptiseur les 24 juin), les biens de la terre gâtés jusqu’à l’autre. »[29]
- « Soleil à la petite Saint-Jean, mois de mai fleurissant. »[32]

### Astrologie
- Signe du zodiaque : 16e jour du signe astrologique du Taureau.

## Toponymie
- Les noms de plusieurs voies, places, sites ou édifices de pays ou de régions francophones contiennent cette date sous diverses graphies en référence à des événements survenus à cette même date : voir Six-Mai .